# Paulo Henrique Müller
Paulo Henrique Müller (Concórdia, 20 de julho de 1970, Concórdia, 3 de fevereiro de 2017) foi um músico brasileiro. Clarinetista, saxofonista, arranjador e professor, bacharel em Música pela Universidade Federal do Rio Grande do Sul, atuou em estilos como Jazz, Erudito, MPB e Rock .

## Biografia
Paulo Müller nasceu em Concórdia, região oeste de Santa Catarina. Em 1986 estudou música no Conservatório de Tatuí, interior de São Paulo, onde estudou por três anos.  Mudou-se para Porto Alegre onde, em 1999, formou-se em Bacharelado em Música na Universidade Federal do Rio Grande do Sul. Durante o período de estudos na faculdade, frequentou cursos de verão no Solar do Barão, em Curitiba. 
Participou da criação do Sexteto Blazz em 1999. Com esse grupo de jazz instrumental gravou dois Cds tocando saxofone altoe realizou apresentações em pubs, teatros e espaços culturais no Rio Grande do Sul e em Santa Catarina. 
"Gemius", o disco de estréia do Sexteto Blazz, foi lançado em 2002, contou com o videoclipe "Semba", teve um show de lançamento disputado e obteve elogios de jornais como o Correio do Povo, que descreveu o sexteto como ousado, ao resgatar o jazz clássico com competência . "Quilombo", o segundo disco do grupo, foi lançado em 2005 de maneira independente. Em novembro de 2009, o grupo comemorou 10 anos de formação em uma apresentação no Bar Ocidente, em Porto Alegre.
Entre 1998 e 2002, realizou gravações e apresentações com o grupo Ex-Machina, tendo gravado dois discos com o grupo: o disco de estréia "Ex-Machina", em 1998 e o disco "Um Som Que Não Soa" em 2001. 

Entre 1997 e 2000, foi integrante da banda Bili Rubina, tendo gravado clarinete e saxofone alto no disco "Aí Varô", em 2000. A Música "Meu Amor", composição de Yanto Laitano, cujo clarinete foi gravado por Paulo, tornou-se um sucesso nas rádios do sul do Brasil e em festivais como o Planeta Atlântida e o da Ipanema Fm 
Entre 2007 e 2009, participou do espetáculo Misto Quente da Companhia Circo Teatro Girassol, como saxofonista.
A partir de 2007 montou o Paulo Müller Trio, que contava com Agnel Luis Kufner na guitarra e Ivo Pelizzaro na bateria e realizavam apresentações frequentes com um repertório de jazz, mpb e bossa nova. Com esse trio, Müller venceu a edição Regional de Concórdia do "Panorama Sesc de Música Catarinense" em 2007 e recebeu convite para participar da etapa final do projeto, em novembro do mesmo ano, no SESC Prainha em Florianópolis . 
Entre 2008 e 2012, passou a integrar o grupo "Arnaldo Savegnago & Quinteto Musi Art" como clarinetista, tendo realizado diversas apresentações no sul do país tocando o gênero Choro. 
Em 2009 participou do disco "Horizontes e Precipícios" de Yanto Laitano, com quem já havia tocado no grupo Ex-Machina e na banda Bili Rubina. Nesse disco, Paulo gravou clarinete e saxofone alto
. 
Foi integrante da Banda Municipal de Porto Alegre onde atuou como clarinetista até 2016. Além da Banda Municipal de Porto Alegre, Paulo Müller também participou da Banda Sinfônica de Erechim e Banda Sinfônica de Caxias do Sul, , Sexteto Blazz e Bili Rubina. 
Em 2017, gravou o disco "Blues for Marcel" com o Paulo Müller Trio, com Ivo Pelizzaro na bateria e Agnel Luis Kufner na guitarra, que também produziu o disco. 

### Homenagem Póstuma
Recebeu homenagem póstuma da Prefeitura Municipal de Concórdia que, em 2018, batizou o Auditório do Centro Cultural com o seu nome   .

## Obra

### Discografia
- Ex-Machina. Ex-Machina, 1998.[22]
- Bili Rubina. Aí Varô, 2000.
- Ex-Machina. Um Som Que Não Soa, 2002.[23]
- Sexteto Blazz. Gemius, 2002. [24]
- Sexteto Blazz. Quilombo, 2008. [6]
- Paulo Müller Trio. Blues for Marcel, 2017 (póstumo), [18]

### Participações em discos
- Relógios de Frederico. Quatro Centésimos De Semitom, 2000. Saxofone Alto e Clarineta nas faixas Beldades I e Beldades II. [25]
- Yanto Laitano. Horizontes e Precipícios, 2010. Saxofone Alto e Clarineta.

### Participação em trilha Sonora
- Kata. Episódio da série Primeira Geração, RBS, 2008. Clarineta

### Vídeo Clipe
- Sexteto Blazz. Semba, 2002.